# Csaplár Vilmos
Csaplár Vilmos (Újpest, 1947. június 29. –) József Attila-díjas magyar író, forgatókönyvíró, a Szépírók Társaságának elnöke.

## Életpályája
1966-1967-ben az ELTE Állam- és Jogtudományi Karán tanult. 1971-72 A Jelenlét című egyetemi irodalmi folyóirat alapító főszerkesztője. 1972-ben az ELTE Bölcsészettudományi Karán szerzett magyar szakos diplomát. 1976-1982 között az Új Tükör irodalmi rovatának munkatársa volt. 1975-ben Az Add tovább! című antológiát szerkeszti. 1988-90 között az A lap főszerkesztője. 1993-tól a Demokratikus Charta szóvivője lett. 2003-ban a Szépírók Társasága elnökévé választották. 2006-ban egyszeri megbízatásként a szlovákiai magyar széppróza szerkesztőjeként működött. 2009-ben a Szépírók Társaságának tavaszi közgyűlése újraválasztotta, mint a szervezet elnökét.

## Művei

### Regények

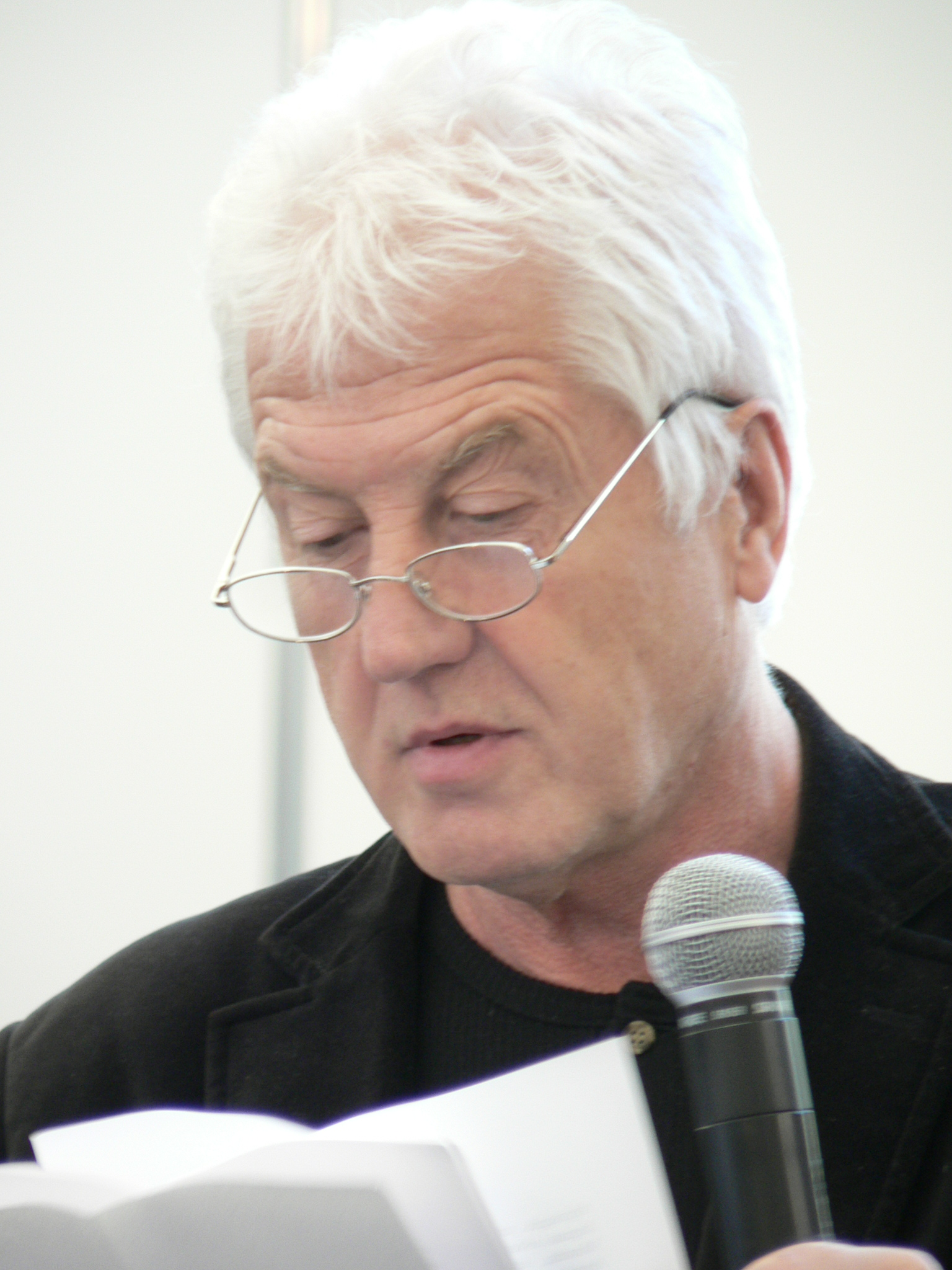
2007-ben Fotó: Györe Gabriella

- Két nap, amikor összevesztünk, vagyis a történetírás nehézségei, Magvető Könyvkiadó, Budapest, (1972)[1]
- A királylány szivacskabátja, Magvető könyvkiadó, Budapest (1974)[2]
- Egy látkép története, Magvető Könyvkiadó, Budapest (1986)
- Pénzt, de sokat! Karriertörténet, Magvető, Budapest (1987), tényregény
- Pénzt, de sokat!, COLORPLAST Kiadó, Budapest (1988), tényregény
- Kurva vagyok. Karriertörténet, Pannon kiadó, Budapest (1989), tényregény
- Momi lába, Pesti Szalon Könyvkiadó, Budapest (1993)
- Gyermekkor, földi körülmények között, Ferenczy Könyvkiadó, Budapest (1994)
- Zsidó vagyok, Magyarországon. Karriertörténet, Pannon Kiadó (1990), tényregény
- Igazságos Kádár János, Budapest (2001)
- Vadregény Archiválva 2016. március 24-i dátummal a Wayback Machine-ben (2003)
- Hitler lánya, Kalligram Könyvkiadó, Budapest, 2009. ISBN 9788081011467
- Edd meg a barátodat! Regény; Pesti Kalligram, Bp., 2013

### Elbeszélések
- Lovagkor, Magvető könyvkiadó, Budapest (1971), elbeszélések[3]
- Vásárlóink figyelmébe ajánljuk a Zaporozsec 968-as típusú gépkocsit, Magvető könyvkiadó, Budapest (1975), elbeszélés
- A kék szem és a rózsaszínű mellbimbó históriája, Magvető Kiadó, Budapest (1980), elbeszélések
- A kételkedés útjai, Magvető Kiadó, Budapest, (1982), válogatott elbeszélés
- Előtanulmányok a Szép epikus korszakunk című regényhez Magvető könyvkiadó, Budapest (1982), regény
- Vágy a róka vére után (elbeszélés, Grandpierre Attilával, 1989)
- Magyarország, te dög, Pesti Szalon Könyvkiadó, Budapest (1991), publicisztika
- A demokrácia álarc az ördög ábrázatán (esszék, 1992)
- Az Isten (esszé, 1995)
- Én (elbeszélések és filozofikus írások, 1996)
- Vassal a testben (karcolatok, Elektra Kiadóház, Diósd, 1997)
- A királylány kabátja. Mese felnőtteknek; Elektra Kiadóház, Budapest (1998
- Semmit, örökké; Ister, Bp., 2000 (Ister kortárs írók)
- Szebeni András–Csaplár Vilmos: Hídregény; Hídépítő Zrt., Bp., 2007[4]
- Istennel, vagy nélküle. Gondolatnapló a reflektív evolúcióról; Kalligram, Bp., 2016
- Leona és Leó. Novellák, elbeszélések; Kalligram, Bp., 2017

### Hangoskönyvek
- Igazságos Kádár János, Alexandra Kiadó, Magyar Rádió Rt. (audio CD)

### Antológiák
- Körkép '84 Archiválva 2008. május 3-i dátummal a Wayback Machine-ben, Magvető Kiadó, Budapest, (1984), huszonnyolc magyar elbeszélés

## Idegen nyelvre fordított művek
- Pénzt, de sokat!, Ak peniaze, tak vela, Gemini, Pozsony, (1993), szlovák nyelvre fordította: Mária V. Bareková, regény

## Filmek
- Psyché (1980), forgatókönyvíró
- Psyché és Nárcisz (1980), forgatókönyvíró
- Kutya éji dala (1983) író
- Pénzt, de sokat ! (1990), rendező Málnay Levente, Csaplár Vilmos regényéből készült tévéjáték
- Balra a nap nyugszik (2000), színész
- Vadászat angolokr, (2006), forgatókönyvíró
- Kísértések (2006), Kamondi Zoltán társforgatókönyv-írója a magyar játékfilmszemle díjnyertes filmjének

## Publikációk
- Kifelé az emberből, Élet és Irodalom, (1999)
- Bizánc a magyarok után nyúlt, Üzenet, (2003), 4. szám
- A földlakók akarata csaknem meghajlott, Szombat kulturális folyóirat, 2008, szeptember 27.

## Díjai
- Móricz Zsigmond-ösztöndíj (1975)
- MTA Soros-ösztöndíj (1988)–(1989)
- IRAT-nívódíj (1991)
- Az MTI-PRESS tárcapályázatának különdíja (1994)
- József Attila-díj (1998)
- Künstlerhaus Villa Concordia-ösztöndíj (2000–2001)
- Füst Milán-díj (2003)
- Magyar Köztársaság Babérkoszorúja díj (2005)
- Balázs Béla-díj (2006)
- Csernus Ákos-díj (2007)
- Budapestért díj (2009)[5]
- AEGON művészeti díj (2010)[6]